# دائرة أحواز وجدة الجنوبية
دائرة أحواز وجدة الجنوبية هي إحدى دوائر عمالة وجدة أنكاد، التابعة لجهة الشرق، المملكة المغربية. تضم الدائرة 4 جماعات قروية، وبلغ عدد سكانها 35424 فرداً سنة 2004 حسب الإحصاء الرسمي للسكان والسكنى. يتبع للدائرة 14 مشيخة و83 دوار.

## التقسيمات الإداريّة
تعتبر دائرة أحواز وجدة الجنوبية إحدى الدوائر المشكّلة لعمالة وجدة أنكاد، وهو التقسيم الإداري من المستوى الرابع المعتمد في المغرب. ينقسم عمالة وجدة أنكاد إلى 8 جماعات قروية تختلف من حيث السكان والمساحة، والتي بدورها تنقسم إلى مشيخات تضم عدداً من الدواوير.